# Angel Voices: Libera in Concert
 Angel Voices: Libera in Concert es un álbum en directo del grupo coral londinense Libera, dirigido por Robert Prizeman. Se trata del primer concierto que ofrece Libera abierto al público, y consistió en dos actuaciones de entrada libre que tuvieron lugar en St. Pieterskerk, Leiden Holanda, el 30 y 31 de mayo de 2007. Fueron videograbados bajo la dirección de Philip Byrd y editados más tarde en formatos DVD y CD.
El director musical, al igual que en todos los proyectos de Libera, es Robert Prizeman. Entre otros jóvenes coristas, Tom Cully, Josh Madine, Ben Philipp y Ed Day ofrecen actuaciones memorables. Colaboran también, con distintos roles, los antiguos coristas Steven Geraghty (instrumentación) y Ben Crawley (técnico de sonido).

## Análisis
Muchas de las canciones incluidas en este álbum proceden del álbum de estudio Angel Voices. Prizeman pone en este trabajo un énfasis especial en los clásicos que ha adaptado para Libera a lo largo de su carrera, sin dejar fuera algunas de las composiciones propias con las que el grupo alcanzó celebridad en países como Reino Unido o Japón, como el tema “Libera”. Las aportaciones de Tilley y Muramatsu son apreciables, y la interpretación de los temas originales de Prizeman sugieren la influencia de autores como Andrew Lloyd Webber
En la puesta en escena, Libera conjuga lo sagrado con lo secular, como han ido haciendo a lo largo de su repertorio. La disposición de los chicos sobre el escenario va cambiando de unos temas a otros, para enfatizar las distintas voces, mostrando visiblemente cómo Prizeman compone pensando en las características personales de la voz de cada uno. En el DVD, apenas se nota la presencia de Prizeman, que evita protagonismo dirigiendo desde un lugar discreto. Las voces de los chicos no suenan muy diferentes a como lo hacen en las grabaciones de estudio, alcanzando con resolución las notas más difíciles.
Los conciertos van acompañados de un complejo juego de luces diseñado por Jeroen Jans, que aporta dramatismo y crea una atmósfera visual que sitúa el espectáculo más allá de toda representación coral tradicional, acercándola a los espectáculos modernos. 
El DVD incluye como extra un montaje de unos 10 minutos que intercala tomas y entrevistas a algunos de los jóvenes coristas, y que pone de manifiesto cómo, detrás de tanto trabajo y disciplina, se trata de chicos a los que sin embargo "la fama no se les ha subido a la cabeza".

## Lista de canciones
CD
| Main CD |                                                                |          |  |
| N.º     | Título                                                         | Duración |  |
| 1.      | «Adoramus»                                                     | 4:27     |  |
| 2.      | «Going Home» (Solistas: Josh Madine, Ben Philipp)              | 4:26     |  |
| 3.      | «Far Away» (Solista: Tom Cully)                                | 3:12     |  |
| 4.      | «Prayer» (From “Hansel & Gretel”. Solistas: Tom Cully, Ed Day) | 4:11     |  |
| 5.      | «Libera» (Solista: Liam Connery)                               | 4:15     |  |
| 6.      | «Sanctus» (Tom Cully, Ed Day, Sam Leggett)                     | 3:54     |  |
| 7.      | «Salva me» (Solista: Joe Snelling)                             | 3:33     |  |
| 8.      | «Lacrymosa» (Solista: Ben Philipp)                             | 3:24     |  |
| 9.      | «Abide With Me» (Ed Day)                                       | 3:25     |  |
| 10.     | «I Vow to Thee My Country»                                     | 4:00     |  |
| 11.     | «Stay With Me» (Solista: Ed Day)                               | 3:46     |  |
| 12.     | «Do Not Stand at My Grave and Weep» (Tom Cully)                | 2:38     |  |
| 13.     | «I Am the Day» (Josh Madine)                                   | 4:57     |  |

DVD
Además de los títulos incluidos en el CD, el DVD incluye dos temas extras y un corte de entrevistas con algunos de los coristas.

| iTunes exclusive bonus track |                               |          |  |
| N.º                          | Título                        | Duración |  |
| 14.                          | «Ave Maria» (Solista: Ed Day) |          |  |
| 15.                          | «Always With You» (Tom Cully) |          |  |
| 16.                          | «Libera in Their Own Words»   |          |  |

## Créditos
- Interpretado por Libera
- Dirección del coro y musical por Robert Prizeman
- Producción musical y mezcla por Ian Tilley, Sam Coates y Robert Prizeman
- Solos de violín por Fiona Pears
- Teclados por Steven Geraghty
- Orquesta: Il Novecento Orchestra
- Dirección (videograbación) por Phillip Byrd